# 耐梅盖特爪龙属
耐梅盖特爪龙（属名：Nemegtonykus，意为“耐梅盖特的爪”，取自化石发现地耐梅盖特组）是蒙古耐梅盖特组的一属阿瓦拉慈龙科恐龙。模式种兼唯一种是敏捷耐梅盖特爪龙（Nemegtonykus citus）。它是耐梅盖特组的第二种阿瓦拉慈龙科，而另一种则是单爪龙。

## 发现

尺寸比较

2008年，韩蒙国际恐龙考察队在戈壁沙漠的Altan Uul III地发掘出大量兽脚类骨骼。其中一些标本属于戈壁盗龙以及一种尚未描述的偷蛋龙科，但有三件属于阿瓦拉慈龙科。其中一个标本MPC-D 100/206被认为是单爪龙未定种，但另外两件代表一个新物种。
2019年，模式种敏捷耐梅盖特爪龙（Nemegtonykus citus）由Lee Sungjin、Park Jin Young、Lee Yuong Nam、Kim Su Hwan、吕君昌、瑞钦·巴思钵和Khishigjav Tsogtbaatar命名并叙述。属名取自耐梅盖特组和希腊语ὄννξ／onyx（意为“爪子”）；种名在拉丁语中意为“敏捷的”。
正模标本MPC-D 100/203发现于耐梅盖特组的一层中，地质年代可能是晚坎潘阶至早马斯特里赫特阶，由缺少头骨的部分骨骼组成，包括六节背椎、两个骶骨、二十一节尾椎、五根肋骨、左肩带、左耻骨、部分其它骨盆骨骼、左后肢以及右胫骨，左后肢与尾巴相连，而其他骨骼连接于一个小平面上。